# مقاطعة ساكسونيا
مقاطعة ساكسونيا (بالألمانية: Provinz Sachsen)‏ مقاطعة في مملكة بروسيا ثم دولة بروسيا الحرة من عام 1816 حتى عام 1945. عاصمتها ماغدبورغ.
تشكلت أساسا من ما كان سابقا الجزء الشمالي من مملكة ساكسونيا، والتي تم التنازل عنها لبروسيا في عام 1815، ولكنها شملت أيضاً جزءاً من دوقية ماغدبورغ ومناطق أخرى ضـُمت إلى بروسيا في تاريخ سابق.
يحد المقاطعة هسن نساو، هانوفر وبراونشفايغ إلى الغرب،
هانوفر و براندنبورغ إلى الشمال،
براندنبورغ وسليزيا إلى الشرق،
وما تبفى من مملكة ساكسونيا والدول التورينغية الصغيرة إلى الجنوب.
كان شكلها غير منتظمة جداً وتحيط تماماً بأجزاء من براونشفايغ والدول التورينغية كما تمتلك نفسها عدة أراضي محاطة بالكامل من دول أخرى، وجزءها الشمالي مفصول تقريباً عن الجنوبي بدوقية أنهالت.
كانت غالبية السكان البروتستانت، مع أقلية من الكاثوليك (التي يبلغ عددها نحو 8٪ سنة 1905) تعتبر جزءا من أبرشية بادربورن. مثل المقاطعة 20 عضوا في الرايخستاغ و 38 مندوباً إلى  Abgeordnetenhaus  البروسي (مجلس النواب).

## أعلام
- فولفغانغ إبراهام